# Corypha taliera
Corypha taliera é uma espécie de palmeira, originalmente nativa para Myanmar (Birmânia) e de Bengala (região da Índia) e de Bangladesh. Ela foi descoberta pelo escocês William Roxburgh. Ela foi listada como extinta na natureza na lista vermelha da IUCN. A espécie é conhecida localmente como Tali Palm ou Talipalm.